# Siksjön, Västmanland
Siksjön är en sjö i Ljusnarsbergs kommun i Västmanland och ingår i Norrströms huvudavrinningsområde. Sjön har en area på 0,558 kvadratkilometer och ligger 257,9 meter över havet. Sjön avvattnas av vattendraget Högforsälven.

## Delavrinningsområde
Siksjön ingår i det delavrinningsområde (665582-145679) som SMHI kallar för Utloppet av Siksjön. Medelhöjden är 276 meter över havet och ytan är 3,77 kvadratkilometer. Det finns ett avrinningsområde uppströms, och räknas det in blir den ackumulerade arean 48,8 kvadratkilometer. Högforsälven som avvattnar avrinningsområdet har biflödesordning 3, vilket innebär att vattnet flödar genom totalt 3 vattendrag innan det når havet efter 278 kilometer. Avrinningsområdet består mestadels av skog (79 procent). Avrinningsområdet har 0,57 kvadratkilometer vattenytor vilket ger det en sjöprocent på 15,1 procent.